# Syed Abul Maksud
Syed Abul Maksud (bengali : সৈয়দ আবুল মকসুদ), né le 23 octobre 1946 et mort le 23 février 2021 est un éditorialiste, essayiste, journaliste et écrivain bangladais. Il est reconnu pour son travail de recherche et de critique. Il est également un contributeur régulier au quotidien Prothom Alo. Ses recherches concernent notamment la vie de plusieurs personnalités de la littérature comme Rabindranath Tagore, Buddhadeva Bose, Mohandas Karamchand Gandhi ou Syed Waliullah.